# Castillo de Castelldefels
El Castillo de Castelldefels (en catalán: Castell de Fels) es una fortaleza fronteriza en la ciudad de Castelldefels, cerca de Barcelona en España, que fue construida para defender la frontera del Imperio carolingio contra los territorios musulmanes vecinos, particularmente el Califato de Córdoba. La fortaleza se registró por primera vez en el siglo X, al igual que la antigua iglesia parroquial de Santa María, contenida dentro de su muro exterior.

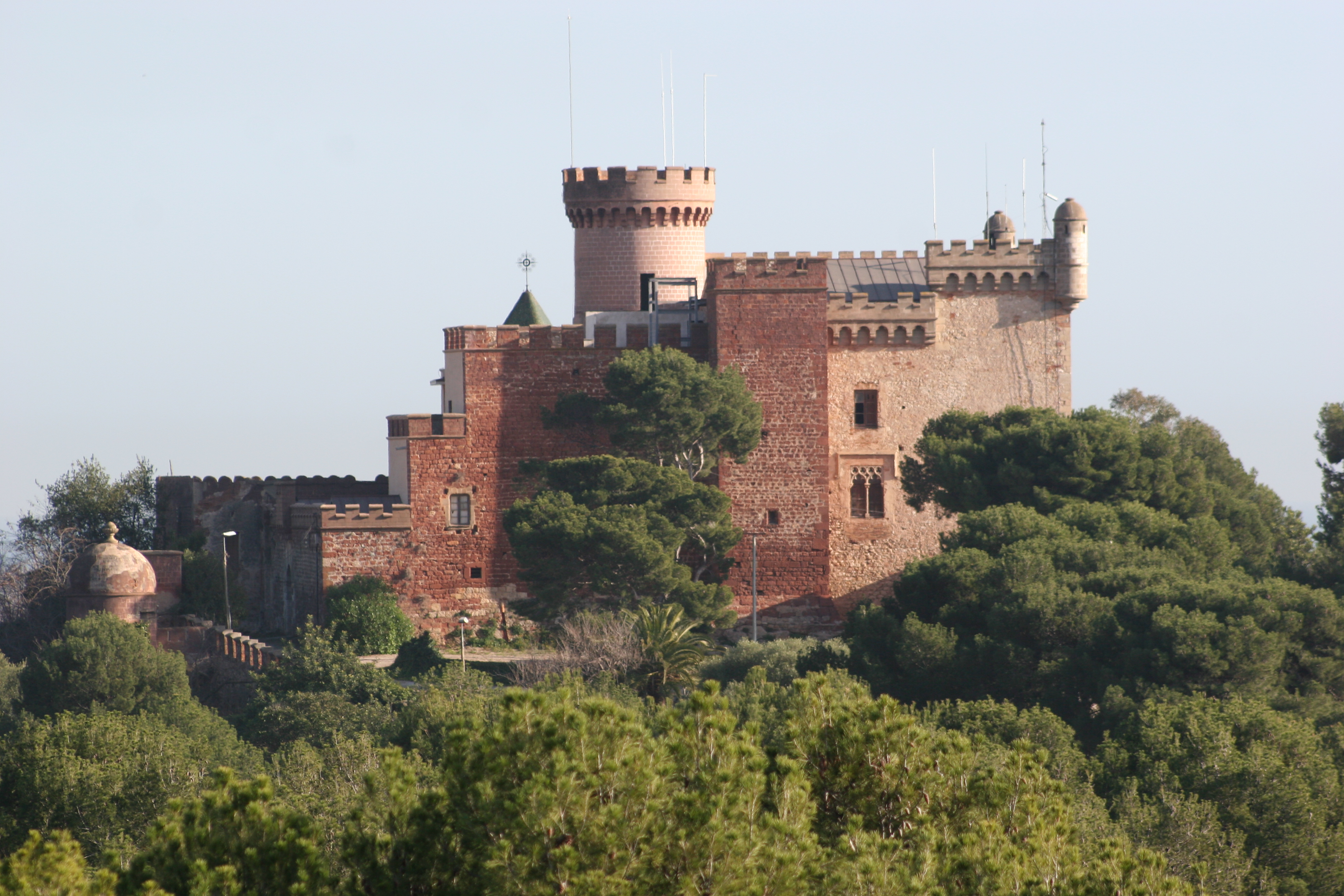
Castillo de Castelldefels en 2006

El castillo ocupa la cima de una colina al noreste del centro de la ciudad moderna y el complejo del castillo incluye la torre del homenaje, una iglesia, dependencias asociadas y un cementerio, todo ello dentro de un muro cortina. La colina fue ocupada por primera vez en la antigüedad y los arqueólogos han excavado restos de un asentamiento laietano que data del siglo III al I a. C., y de una villa romana que data del siglo I al VI d. C. El castillo se registró por primera vez en el año 967 d. C., y en el siglo XIV existía una casa fortificada con un fuerte muro cortina. La iglesia también fue fortificada en el siglo XIV. El castillo tal como está hoy fue construido en gran parte en el siglo XVI como respuesta a la expansión del Imperio Otomano. 
El castillo había caído en gran medida en ruinas en la segunda mitad del siglo XIX, aunque la iglesia siguió utilizándose como iglesia parroquial local. En 1893 se produjo un sonado asesinato en la rectoría cuando un joven panadero irrumpió y asesinó al párroco y a su sobrina. El asesino pronto fue capturado y ejecutado fuera de los muros del castillo en 1895. Poco después, el castillo fue comprado por un rico banquero barcelonés, quien lo reformó y añadió almenas decorativas por todas partes. A principios del siglo XX la iglesia parroquial se trasladó a su ubicación actual y la iglesia del castillo fue rehabilitada como capilla familiar. El castillo volvió a alcanzar notoriedad durante la Guerra Civil Española cuando las Brigadas Internacionales lo utilizaron como campo de prisioneros disciplinarios, con las consiguientes ejecuciones y torturas. 

## Ubicación
El castillo se encuentra sobre una colina de 59 metros (194 pies) de altura al noreste del centro de la ciudad, ocupando una posición destacada con vistas a la costa. El cerro tiene varias terrazas artificiales en sus lados este y sur, y su cima está cubierta de vegetación.

## Descripción

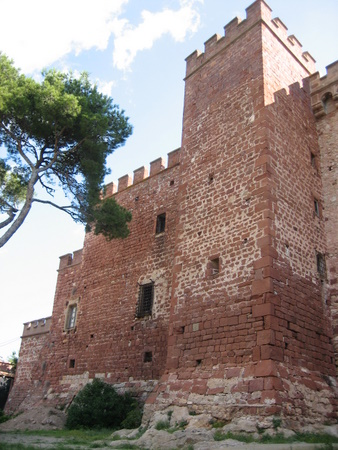
La sección oriental del torreón del castillo.

El castillo consta de una fortaleza dominada por una alta torre circular. Posee varias torres más pequeñas de diversos tipos, y el complejo incluye una iglesia y edificios residenciales en el lado occidental. La parte sur del patio del castillo está ocupada por la iglesia parcialmente fortificada y sus dependencias asociadas, incluida la rectoría, la sacristía y un cementerio. En el lado oeste se encuentra la torre del homenaje del castillo, que en realidad consta de dos edificios principales. La parte oriental de la torre del homenaje está construida con piedra arenisca roja, extraída de Begas. La parte occidental es más voluminosa y tiene mampostería revestida de yeso, lo que le confiere un color beige. 
Todo el conjunto de edificios, que incorpora tanto la torre del homenaje como la iglesia y sus dependencias anexas, se encuentra dentro de un recinto fortificado, cuya muralla ha ido modificándose a lo largo de la historia del castillo. La puerta exterior del castillo está en el extremo norte del patio; es de carácter decorativo y fue construido en 1897.

## Historia

### Siglo 19
Asesinatos de 1893

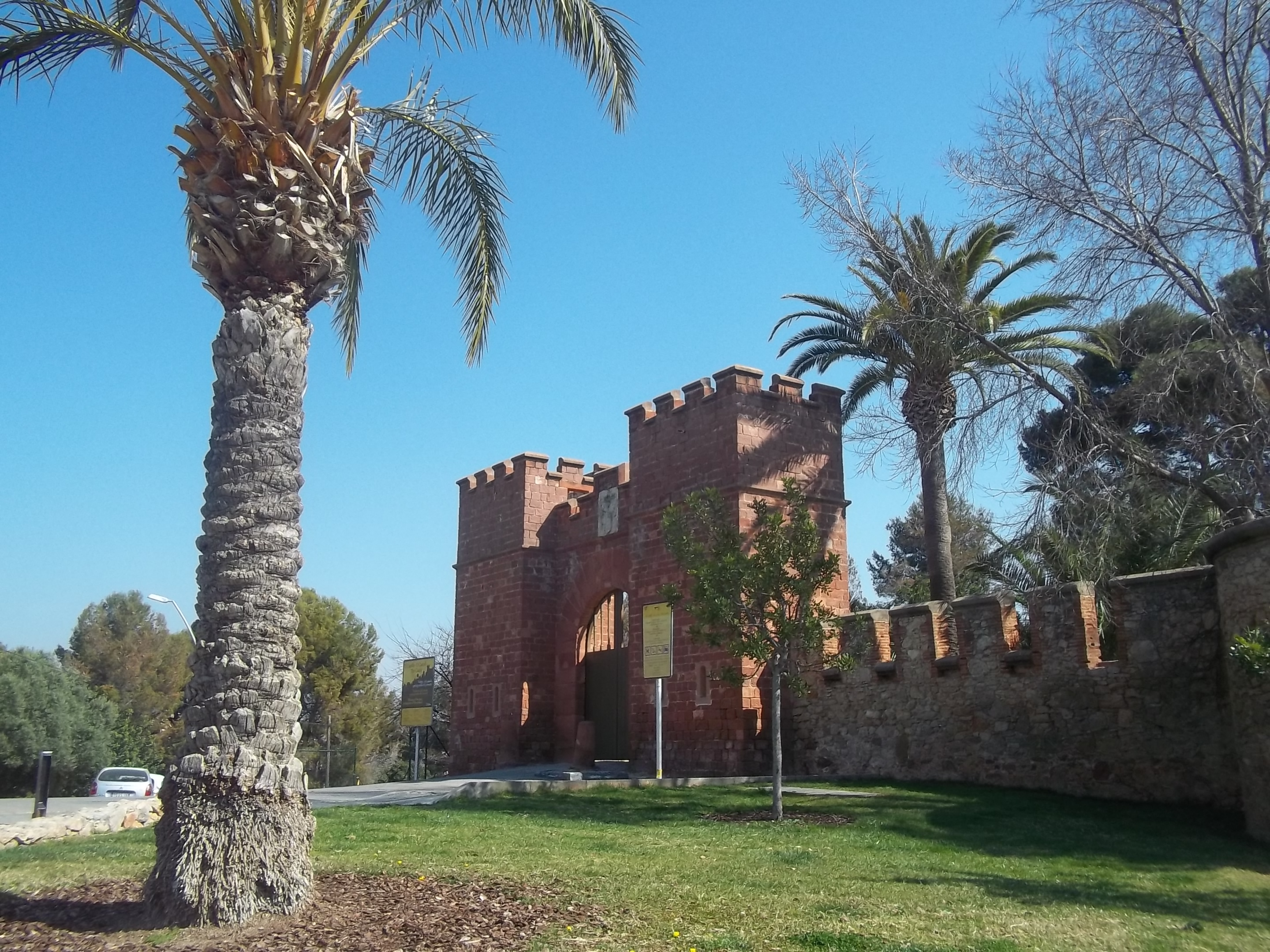
La puerta principal decorativa data de finales del.

En 1893, la iglesia del castillo todavía servía como iglesia parroquial y la rectoría estaba habitada. El 26 de agosto, un panadero aragonés de 25 años llamado Joaquín Figueras irrumpió en la rectoría y apuñaló 14 veces al párroco Jacint Orta Berenguer, de 60 años. También atacó a su exnovia, Rita Bosch Orta, de 21 años, sobrina del sacerdote, apuñalándola 27 veces y disparándole dos veces. Se dice que la violó mientras agonizaba.
Figueras fue detenido en Barcelona el 3 de septiembre y confesó los asesinatos, aunque negó haber robado y violado a Rita Bosch Orta. Fue juzgado en Barcelona en junio de 1894. Rápidamente fue declarado culpable y condenado a muerte. Fue garroteado bajo los muros del castillo a las 9 de la mañana del 19 de junio de 1895 ante una multitud estimada de ocho mil personas. Su cadáver estuvo expuesto hasta las cinco de la tarde; Luego fue enterrado junto a sus víctimas en el cementerio del castillo. 
Restauración

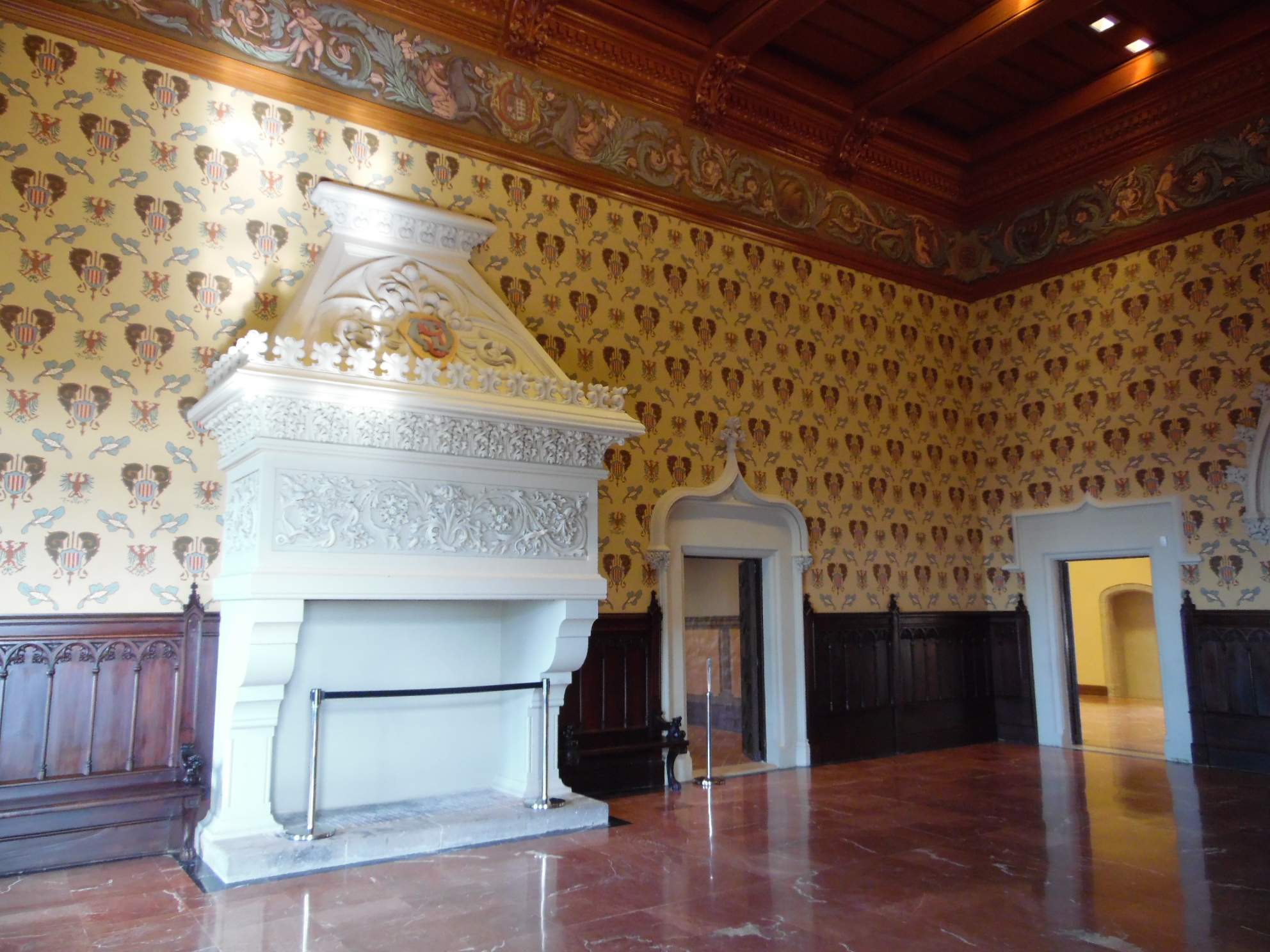
Interior de la torre del homenaje

En la segunda mitad del siglo XIX, el castillo estaba en ruinas y, a finales de siglo, su propiedad pasó a manos de Manuel Girona, un poderoso banquero y político barcelonés. Contrató al arquitecto catalán Enric Sagnier para restaurar los muros y torres del castillo y agregar ventanas y puertas de estilo gótico. Se agregaron almenas decorativas a la gran torre suroeste y a la mayoría de los muros del castillo. La obra se completó en 1897. 

## Monumento romano

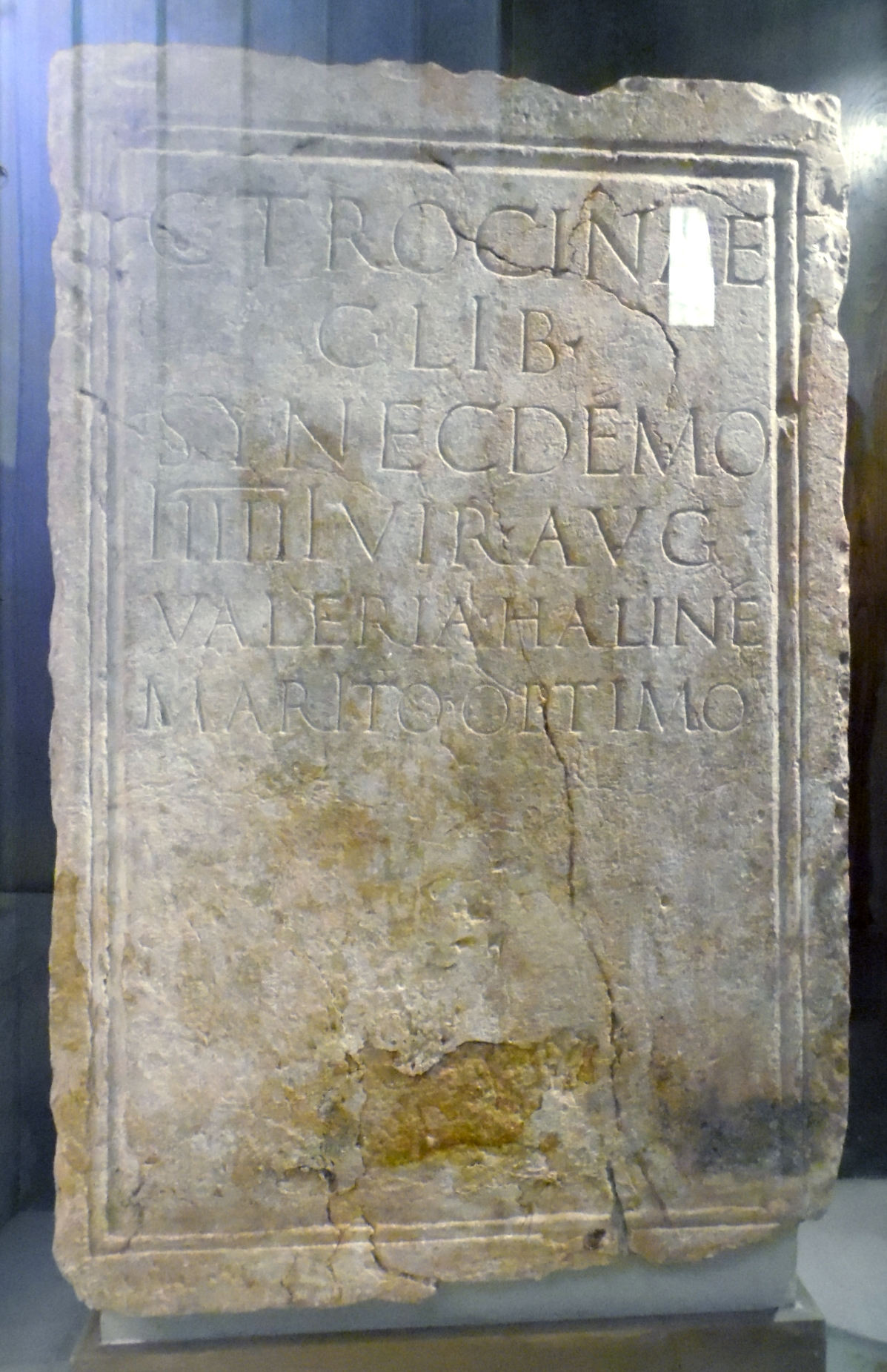
Bloque de piedra caliza con inscripción romana del.

Durante el proyecto de restauración de 1989, los trabajadores descubrieron una inscripción en latín en un bloque de piedra caliza incrustado en la pared de la rectoría. El bloque medía 93 por 60 por 52 centímetros (37 por 24 por 20 pulgadas), y el área de la inscripción medía 78 por 48,5 centímetros (30,7 por 19,1 pulgadas). El bloque posiblemente sirvió como base de una estatua y tenía la inscripción: 
C. TROCINAE C. LIB. SINECDEMO IIIIII VIR. AGO. VALERIA.HALINE MARITO.OPTIMO 
Esto fue interpretado como "A Cayo Trocina Synecdemus, liberto de Cayo, sevir augustalis, (dedicado por su esposa) Valeria Haline por haber sido un excelente esposo". El monumento data del siglo II d. C. La inscripción identificaba el bloque como uno que había sido examinado y registrado en la misma rectoría por un anticuario del siglo XVIII.El excavador cree que la piedra conmemorativa se encontró muy cerca de su ubicación original y que la villa romana perteneció a Trocina Synecdemus.